# Глюкуронова киселина
Глюкуронова киселина (от гръцки γλυκός „сладък“ И οὖρον „урина“) е захарна киселина. Структурата и е подобна на тази на глюкозата, с разликата, че С6 хидроксилната група е окислена до карбоксилна група. Химичната и формула е C6H10O7.
Солите и естерите на глюкуроновата киселина са известни като глюкуронати; анионът и C6H9O7− се нарича глюкуронат.
Глюкуроновата киселина не трябва да се бърка с глюконовата киселина, която е алдонова киселина и при нея е окислена алдехидната група при С1.

## Функции

### Протеогликани
Глюкуроновата киселина е основния въглехидрат изграждащ захарния компонент на протеогликаните. Също така е и компонент на секретите на различните лигавици (например слюнка), клетъчния гликокаликс и извънклетъчния матрикс.

### Глюкуронидиране на токсични субстрати
В тялото глюкуроновата киселина често се свързва за различни ксенобиотици като наркотици, отрови, билирубин, андрогени, естрогени, кортикостероиди, глюкокортикоиди, производни на мастните киселини, ретиноиди и жлъчни киселини. Това свързване се осъществява посредством гликозидна връзка, а процесът е известен като глюкуронидиране. Глюкуронидирането се осъществява главно в черния дроб, макар че ензима отговорен за катализа УДФ-глюкуронилтрансфераза се открива във всички органи на възрастен организъм.
Продуктите получени след процеса на глюкуронидиране се наричат глюкуронати или глюкуронозиди и се характеризират със значително по-висока водоразтворимост от изходите (не съдържащи глюкуронова киселина) субстрати. Човешкото тяло използва този процес за широка гама от субстрати, като ги прави по-лесно разтворими, а оттук и по-лесни за изхвърляне от организма чрез урината или фекалиите (чрез жлъчния сок на черния дроб). Хормоните също може да бъдат глюкуронидирани с цел по-лесния и по-бърз транспорт през тялото до таргентите клетки. Много от токсините придобиват по-ниска токсичност след глюкуронидиране.

## Употреба
Изследване на стероидите и техните конюгати в кръв и урина.

## Конформация
За разлика от своя C5 епимер идуронова киселина, която съществува в различни конформации, глюкуроновата киселина има основно 4C1 конформация (виж вдясно).

## Глюкуронидази
Глюкуронидазите са ензимите, които хидролизират глюкуроновата киселина и другия субстрат за който се свързана.